# Ciminius sidana
Ciminius sidana är en insektsart som först beskrevs av Ball 1936.  Ciminius sidana ingår i släktet Ciminius och familjen dvärgstritar. Inga underarter finns listade i Catalogue of Life.